# 피터 뱅크스
피터 뱅크스(Peter Banks, 1947년 7월 15일 ~ 2013년 3월 7일)는 영국의 기타리스트, 보컬리스트, 작곡가, 프로듀서였다. 그는 더 신, 예스, 플래시, 엠파이어에서 원조 기타리스트로 가장 잘 알려져 있다. 전 《스니핑 글루》와 《NME》 저널리스트인 대니 베이커는 뱅크스를 "프로그레시브 음악의 설계자"라고 묘사했다.

## 사망
뱅크스는 2013년 3월 7일 런던 바넷에 있는 그의 집에서 심장마비로 사망했다. 그는 예정된 녹음 세션에 나타나지 않아 발견되었다고 한다. 그는 65세였다.